# Hubert Clerget
Hubert Clerget (* 29. Juli 1818 in Dijon; † 4. März 1899 in Saint-Denis) war ein französischer Maler, Radierer und Lithograph.

## Leben

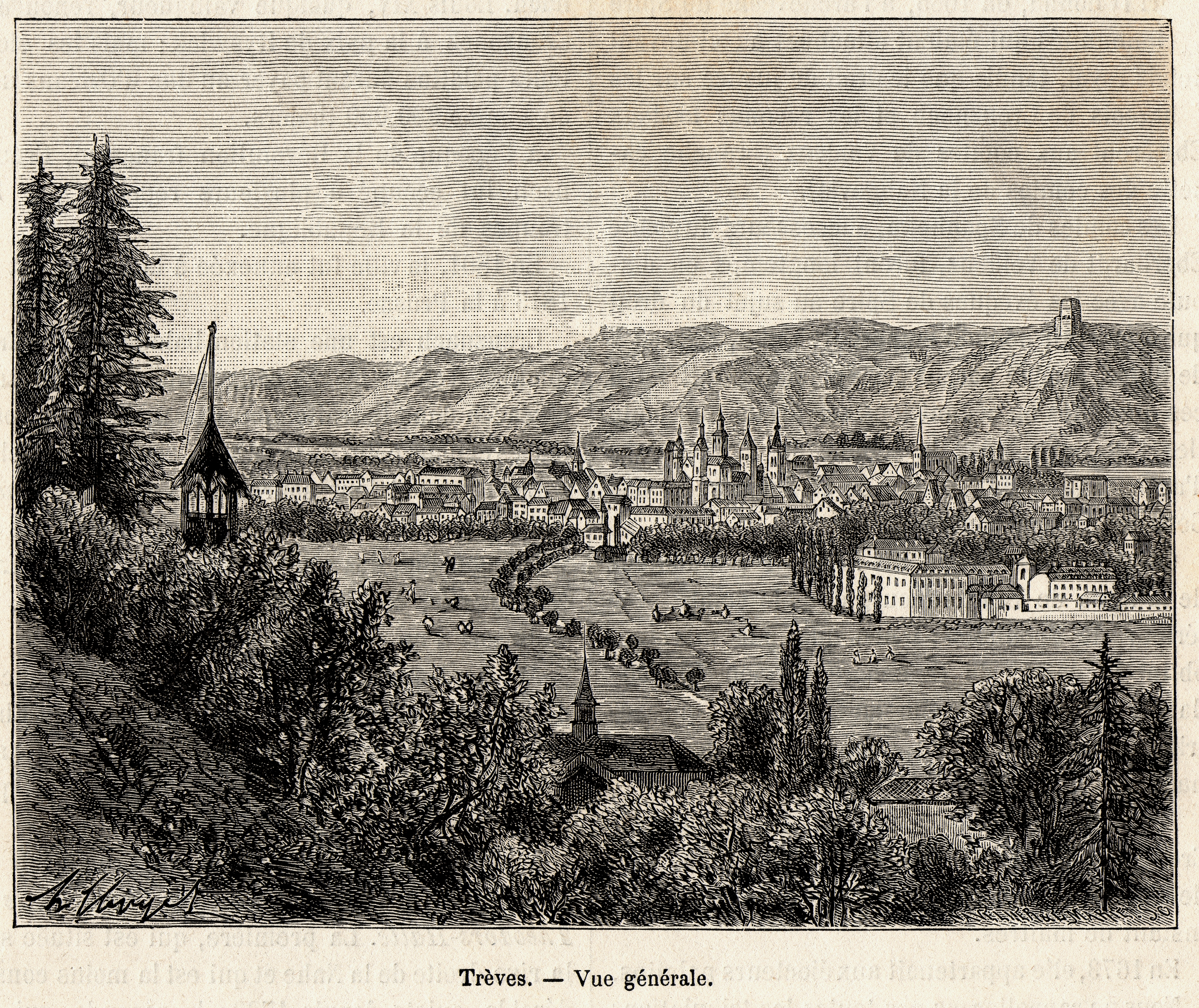
Stadtansicht von Trier, Holzschnitt von Hubert Clerget in: Victor Adolphe Malte-Brun, L` Allemagne illustrée. Géographie, Histoire, Administration, Statistique (Paris, 1885–1888)

Hubert Clerget war ein Schüler des Malers Anatole Devosge (1770–1850) und des Architekten Claude Saint-Pére. Im Salon de Paris war er zwischen 1843 und 1873 häufiger mit aquarellierten Architekturansichten aus Frankreich, Italien, Deutschland und Schweden als Aussteller präsent. Seine Architekturszenen und Landschaften sind nicht nur in französischen Museen vertreten. Als Lithograph gestaltete er 1862 auch das Album Souvenirs de Jérusalem mit. Auch an dem Album Album du centenaire mit einer umfassenden Sammlung von Porträts von Persönlichkeiten der Französischen Revolution 1789–1804 wirkte er neben anderen Illustratoren mit.

## Werke
- Malte-Brun, V.A.: L'Allemagne illustrée. Géographie, Histoire, Administration, Statistique. Avec la Collaboration de M. Ch. Lassailly. Illustrations par Hubert Clerget. Cartes et Plans gravés par Erhard. 5 Bände. Paris, Jules Rouff & Cie. 1885–88.